# Centerpartiet (Finland)
 For alternative betydninger, se Centerpartiet (flertydig). (Se også artikler, som begynder med Centerpartiet)
Centerpartiet (finsk: Suomen Keskusta, svensk: Centern i Finland) er et finsk politisk parti. Centerpartiet  er en del af det europæiske parti ALDE (ligesom Venstre og Det Radikale Venstre i Danmark). Indtil 1965 kaldtes partiet Agrarforbundet (finsk: Maalaisliitto). Partiets nuværende leder er Katri Kulmuni, der overtog posten i 2019 efter Juha Sipilä, der gik af som partileder efter partiet mistede 18 mandater og dermed gik fra 49 til 31 ved rigsdagsvalget i april 2019.

## Historie
Centerpartiet havde statsministerposten mellem 2003 og 2011. Som nyvalgt partileder overtog Mari Kiviniemi statsministerposten og dannede en ny regering i juni 2010. Hendes forgænger som partileder og statsminister var partikollegaen Matti Vanhanen, der havde siddet siden 2003. Vanhanens første regering var en koalition bestående af Centerpartiet, Socialdemokraterne og Svensk Folkeparti, mens han efter valget i 2007 i stedet dannede |sin anden regering sammen med Samlingspartiet, Svensk Folkeparti og Grønt Forbund. I 2011 overtog Samlingspartiets Jyrki Katainen statsministerposten, men i 2015 vandt Centerpartiet den tilbage under Juha Sipilä og igen tabte ved valget i 2019. Partiets leder har siden september 2020 været Annika Saarikko.
Urho Kekkonen var en kendt politiker fra Centerpartiet, som først var statsminister og senere i mange år var Finlands præsident. (1956–1982). Også præsidenterne Lauri Kristian Relander (1925–1931) og Kyösti Kallio (1937–1940) kom fra partiets rækker. Af andre kendte partimedlemmer kan nævnes Johannes Virolainen, Ahti Karjalainen, Paavo Väyrynen, Esko Aho, Anneli Jäätteenmäki med flere.

## Organisation
Centerpartiet havde i 2018 omkring 103.000 medlemmer. Partikongressen samles hvert andet år. Mellem kongresserne har partidelegationen ansvaret for partiets virksomhed, og herunder findes partistyrelsen, som samles hver måned.
Centrum har ca. 3.000 lokalafdelinger, som repræsenterer bydele og byer. Partiet har en række sidestillede organisationer i form af ungdomsforbundet Centrumungdommens Forbund i Finland, studenterforbundet Centrums studenterforbund, kvindeforbundet Centrumkvindernes Förbund samt en organisation for journalister, Centrumjournalisternes Förbund. Ungdomsforbundet, studenterforbundet og kvindeforbundet er alle ligestillede med partiets lokalforeninger i partiets politiske og organisatoriske virksomhed.

## Partiledere
| Partileder                        | Begyndt | Stoppet   |
| --------------------------------- | ------- | --------- |
| Otto Karhi                        | 1906    | 1909      |
| Kyösti Kallio                     | 1909    | 1917      |
| Filip Saalasti                    | 1917    | 1918      |
| Santeri Alkio                     | 1918    | 1919      |
| Pekka Heikkinen                   | 1919    | 1940      |
| Viljami Kalliokoski               | 1940    | 1945      |
| Vieno Johannes Sukselainen        | 1945    | 1964      |
| Johannes Virolainen               | 1964    | 1980      |
| Paavo Väyrynen                    | 1980    | 1990      |
| Esko Aho (første gang)            | 1990    | 2000      |
| Anneli Jäätteenmäki (første gang) | 2000    | 2001      |
| Esko Aho (anden gang)             | 2001    | 2002      |
| Anneli Jäätteenmäki (anden gang)  | 2002    | 2003      |
| Matti Vanhanen                    | 2003    | 2010      |
| Mari Kiviniemi                    | 2010    | 2012      |
| Juha Sipilä                       | 2012    | 2019      |
| Katri Kulmuni                     | 2019    | 2020      |
| Annika Saarikko                   | 2020    | nuværende |